# Rampenkiste von Halle-Nietleben
Die Rampenkiste von Halle-Nietleben in Sachsen-Anhalt wurde 1826 bei der Abtragung eines Hügels bei Nietleben entdeckt. 
Die Kenntnis der Fundstelle ging nach der Hügelabtragung verloren. Heribert Stahlhofen versuchte 1982 eine Lokalisation der unbekannten Fundstelle. Ein Abgleich mit alten Flurkarten lässt vermuten, dass sich das Grab auf dem Galgenberg in der Gemarkung Passendorf (heute Halle-Neustadt) befand.

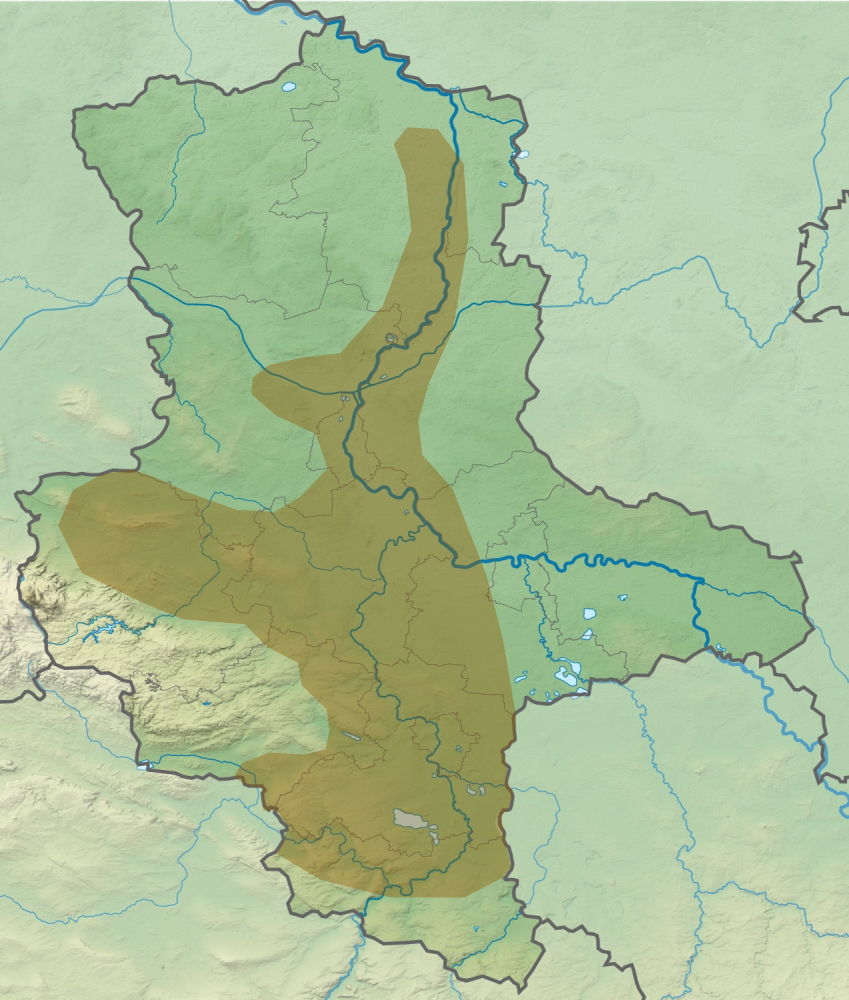
Verbreitungsraum der Kultur

Die Nord-Süd orientierte Rampenkiste wies eine etwa 4,0 m lange, trapezoide, mit Ton abgedichtete Kammer auf. Ein rampenartiger Zugang befand sich auf der Schmalseite der Rampenkiste im Süden. Der gepflasterte und mit Steinen verschüttete Zugang war mit Steinplatten verschlossen.
Die Kammer war durch eine Schwelle quer unterteilt. In der hinteren Kammerhälfte war in den Ecken jeweils ein Toter beigesetzt. In der Mitte dieses Bereiches standen zwischen Holzlagen zehn Gefäße. An der westlichen Wand fand man drei weitere Gefäße und bei den Skelettresten einige Feuersteinklingen. In der aschehaltigen Erde fanden sich Bernsteinfragmente, durchbohrte Hundezähne und ein Feuersteinmeißel.
In der vorderen Kammerhälfte stand eine 20 cm hohe Urne auf einer festen mit Menschenknochen vermengten Erdschicht. Außerdem wurden noch einige kleine Hundezähne und Feuersteinklingen gefunden sowie im Eingangsbereich ein Gefäß und eine Trommel. Zwei Wandsteine zeigten Ritzungen.
Die Keramik stellt das Grab in die Bernburger Kultur.